# Win32-loader

O instalador quando concluído

win32-loader (oficialmente Debian-Installer Loader )  é um componente da distribuição Debian/GNU que roda no Windows e tem a capacidade de carregar o instalador de rede do Debian (versão oficial ) ou na mídia de instalação do Debian/GNU (como na versão incluída nas imagens de instalação do Jessie acima ).
O win32-loader surgiu como um projeto independente, para o qual apenas a versão de rede estava disponível. Mais tarde, o código passou por um longo processo de revisão para se tornar parte da distribuição oficial do Debian .

## Influências
O win32-loader depende fortemente de projetos como NSIS, GRUB 2, loadlin e Debian-Installer para executar sua tarefa. Além disso, atraiu inspiração e ideias de projetos semelhantes, como Wubi e Instlux .

## Recursos
- Detecta automaticamente o suporte de 64 bits ( x86-64 ) nas CPUs host e seleciona automaticamente a arquitetura x86-64 do Debian sempre que suportado, completamente transparente para o usuário.
- Detecta várias configurações do ambiente Windows (fuso horário, configurações de proxy etc.) e as alimenta ao Instalador Debian através de um mecanismo de "pré-configuração" para que o usuário não precise selecioná-las.
- Traduzido para 51 idiomas. O idioma selecionado é exibido para interação do usuário desde o primeiro modelo, e é passado diretamente para o Instalador Debian via "preseeding".

## Projetos similares
- Topologilinux : usa o coLinux para executar no Windows.
- Instlux, incluído no openSUSE desde a versão 10.3.[2]
- Wubi
- UNetbootin